# ولنجک
وِلِنجَک یکی از محله‌های شمال تهران و شمیران است. این محله در کوهپایه‌های قله توچال و در منطقه ۱ شهرداری تهران قرار دارد.
ولنجک در شمال به ارتفاعات توچال، از جنوب به بزرگراه پارک وی، از شرق به زعفرانیه و از غرب به محله درکه می‌رسد. این محله در ناحیه دو از منطقه ۱ شهرداری تهران قرار دارد و جمعیت آن بر اساس آخرین سرشماری برابر با ۲۲۷۴۲ نفر بوده است.
از اماکن مهم این محله می‌توان به بام تهران، تله کابین توچال و دانشگاه شهید بهشتی و سالن اجلاس سران اشاره کرد.

## تاریخچه
ولنجک از واژه‌های فارسی «ول» و «ولنگ» آمده است. ولنجک محله ای در شمال تهران در دامنه قله توچال است که جز از طریق کوه به هیچ جا راه ندارد و بن‌بست می‌باشد. از نظر لغوی ولنجک ترکیبی است از واژه «ولنج» یا همان «ولنگ» فارسی و حرف «ک» که کوچکی آن را می‌رساند؛ بنابراین «ولنجک» به معنای ” جای رها شده کوچک” است مانند ونک یعنی درخت کوچک.
به گفته حسن حسن‌زاده تهران‌شناس: در گذشته ولنجک‌آبادی کوچکی بود با انبوهی از تپه ماهورها و مسیرهای صعب‌العبور که در فصل زمستان دسترسی به نقاط مختلف‌آبادی را برای ساکنان کم‌شمارش دشوار می‌کرد. خیابان‌های شیب‌دار محله ولنجک که امروز میزبان آپارتمان‌ها وبرج‌های سربه فلک کشیده‌اند، گواهی همین مدعاست. با وجود این ردیف درختان کهنسال به جا مانده از آن‌آبادی قدیمی، هنوز هم حال و هوای روزگار گذشته شمیران را در ولنجک زنده نگه داشته و همین حال و هوای آشنا برخی نامگذاری‌های قدیمی در این محله را هم در گفت‌وگوهای روزمره اهالی حفظ کرده است.

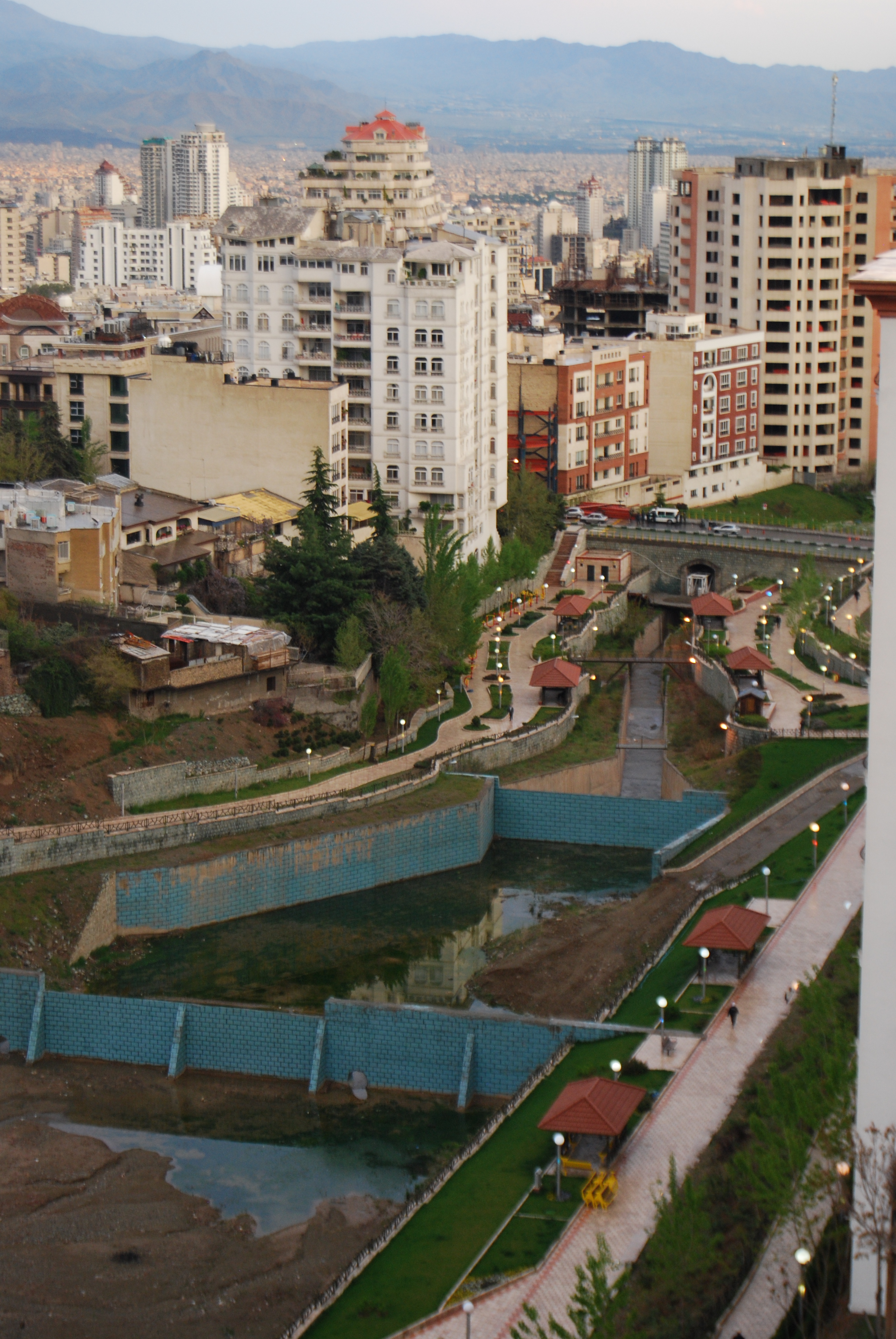
دره ولنجک

ولنجک دهی بود در ۲ کیلومتری شمال غربی امامزاده صالح (تجریش) با ۸۰ نفر سکنه که همگی سادات بودند و شغلشان باغبانی و زراعت بود. این روستا دهی سردسیر بود که آب آن از چشمه‌سار تأمین می‌شد و محصولاتش غلات و میوه‌های مختلف بودند و راه آن ماشین رو بود. ولنجک محله ای اعیان نشین و شکارگاه اشراف قاجار بود. از نظر تاریخی قدمت آن بیشتر از قدمت نام تهران می‌باشد. از عهد صفویه ولنجک قدیم شکل گرفت و ولنجک جدید از آغاز دههٔ ۱۳۵۰ به وجود آمد و به تدریج گسترش یافت. علت توجه شاه عباس به ولنجک ارتباط آن با مسیر مازندران بود که مسافران از غرب تهران و شهر قزوین برای سفر به مازندران از این مسیر عبور می‌کردند.
این منطقه که شن زار و پوشیده از علف کوهستانی بود، به خاطر قرار گرفتن بر سر راه مازندران از زمان صفویه مورد توجه شاه عباس اول واقع شد، در حالی که ساکنان بومی نداشت. در زمانی که روستای ولنجک به وجود آمد، هنوز از محمودیه، زعفرانیه و باغ فردوس نامی در کار نبود. ولنجک قدیم روستای کوچکی بود که حدود پانصد سال پیش به دستور شاه عباس اول با سکونت شش خانواده از سادات مازندران در کنار یک چشمه به وجود آمد. جای دقیق آن محل مسجد جامع ولنجک در شمالی‌ترین نقطه خیابان اعجازی (آصف) است.
منوچهر ستوده دربارهٔ ولنجک در کتاب «جغرافیای تاریخی شمیران» می‌نویسد: «نخستین سکنه ولنجک ۶ خانواده از اهالی مازندران بودند که در این روستا ساکن شدند. اراضی ولنجک آباد کرده میرزا حسن امام‌جمعه، پدر میرزا زین‌العابدین امام‌جمعه، امام‌جمعه تهران در عصر ناصری و مظفری است. میرزا حسن ۵ تا ۶ خانوار از رعایای ایلکا و کمربُن نور مازندران را بدین محل آورد، قلعه‌ای برایشان ساخت و آن‌ها را در همان‌جا سکنا داد.» از این قلعه و نخستین خانه‌های ساخته شده در ولنجک چیزی باقی نمانده است.

## ترابری
ولنجک ترابری بهتری را نسبت به دیگر محله‌های منطقه داراست. هرچند ناوگان ترابری آن بسیار فرسوده می‌باشد. این محله دارای یک خط رفت و برگشت اتوبوس از بلوار دانشجو به سوی چهارراه پارک وی و یک خط رفت و برگشت مینی‌بوس از بلوار دانشجو به سوی میدان تجریش و یک خط رفت و برگشت تاکسی از دانشگاه شهید بهشتی به میدان تجریش می‌باشد که بلوار دانشجو و خیابان‌های اطراف آن را پوشش می‌دهد. همچنین در خیابان ولنجک دو خط رفت و برگشت تاکسی به ترتیب از مبدأ خیابان بیست و دوم به مقصد میدان تجریش و از مبدأ خیابان بیست و دوم به مقصد پمپ بنزین بزرگ راه شهید چمران در جریان است که خیابان‌های ولنجک، سیزدهم و ساسان در ولنجک و آصف در محله زعفرانیه و خیابان‌های فرعی اطراف آن‌ها را پوشش می‌دهد. نزدیک‌ترین ایستگاه مترو به محله ولنجک ایستگاه متروی تجریش می‌باشد که از طریق مینی بوس و تاکسی‌های موجود به مقصد میدان تجریش قابل دسترسی می‌باشد. تاکسی‌های بیسیم کشوری نیز محله ولنجک را به‌طور کامل پوشش می‌دهند و دارای چند ایستگاه می‌باشند.
| شماره | نوع وسیله | مبدأ               | مقصد                          |
| ----- | --------- | ------------------ | ----------------------------- |
| ۱     | اتوبوس    | بلوار دانشجو       | چهارراه پارک وی               |
| ۲     | مینی بوس  | بلوار دانشجو       | میدان تجریش                   |
| ۳     | تاکسی     | خیابان بیست و دوم  | میدان تجریش                   |
| ۴     | تاکسی     | خیابان بیست و دوم  | پمپ بنزین بزرگ راه شهید چمران |
| ۵     | تاکسی     | دانشگاه شهید بهشتی | میدان تجریش                   |

## فرهنگ
ولنجک نیز از همان الگوی فرهنگی دیگر محله‌های شهر تهران پیروی می‌کند با این حال در خرید، پوشاک، ورزش و سرگرمی‌ها تا حدودی با دیگر محله‌های تهران تفاوت دارد.

### مد
مردم ولنجک به‌طور پیوسته از پوشاک و مدهای فراکشوری استفاده می‌کنند و در بیشتر خیابان‌های محله، مردم لباس‌های مد روز بر تن دارند. محله ولنجک میزبان رویدادهای مد ایرانی بوده است. در سال ۱۳۹۷ یکی از رویدادهای مد کودکان که در این محله برگزار شد، اعتراض برخی رسانه‌های فارسی‌زبان را برانگیخت. گردهمایی طراحان مد نیز در این محله برگزار می‌شود.

### ورزش
زیرساخت‌های ورزشی کوچک و متوسط زیادی در ولنجک وجود دارند و تله‌کابین توچال هم به یکی از نمادهای ورزشی محله تبدیل شده است. از تله‌کابین توچال به عنوان یک جاذبه گردشگری و ورزشی مهم برای ولنجک و مناطق اطراف آن نام برده می‌شود.
پروژه ساخت تله کابین توچال، که از جاذبه‌های گردشگری مهم برای این محله محسوب می‌شود، با همکاری شرکت فرانسوی پوما، در سال ۱۳۵۳ هجری خورشیدی آغاز گردید و در سال ۱۳۵۷ نیز اتمام یافت. تله کابین توچال در انتهای خیابان ولنجک و در ۳ کیلومتری میدان تجریش در منطقه شمیرانات واقع شده است.
این تله‌کابین دارای سه خط اصلی و سه خط تله‌سی‌یژ و یک خط تله‌اسکی می‌باشد. روی هم رفته درازای سه خط اصلی تله کابین نزدیک به ۷۵۰۰ متر می‌باشد که در میان تله کابین‌های نصب شده در دنیا یکی از طولانی‌ترین خطوط تله کابین پیوسته به‌شمار می‌رود.

### جشن‌ها

#### جشن‌های غیرقانونی
ولنجک سابقه‌ای طولانی در برگزاری جشن‌های بدون جداسازی جنسیتی در ایران دارد. با توجه به اینکه پس از انقلاب ۱۳۵۷ پارتی‌های بدون جداسازی جنسیتی خلاف قوانین اعلام گردید، این موضوع برای رسانه‌های ایرانی دارای اهمیت بوده است.
در بسیاری از این جشن‌ها که معمولاً پارتی نامیده می‌شوند، ممکن است افراد خارجی و بازیگران سرشناس ایرانی نیز شرکت کنند. در سال ۱۳۹۸ یک دیپلمات انگلیسی و یک دیپلمات هلندی در یک پارتی بدون جداسازی جنسیتی دیده شدند که با انتقاد شدید مقامات و رسانه‌ها روبرو شدند.

## جمعیت‌شناسی
کشاورزان و دامداران اطراف تهران، نخستین گروه مهاجرانی بودند که به ولنجک آمدند و به دلیل فراهم بودن نیازهای شغلی، این منطقه را برگزیدند. در هنگام مهاجرت به ولنجک، این مهاجران توان مالی متوسط-رو به پایین داشته‌اند و با حفظ جایگاه خود در منطقه، توانستند توان مالی خود را بهبود دهند.

## فهرست اماکن مهم

### خیابان‌های اصلی

خیابان ولنجک

- خیابان ولنجک
- خیابان ساسان
- خیابان سیزدهم
- خیابان یمن
- خیابان امیرآبادی
- بلوار دانشجو
- خیابان عدالت

### مراکز خرید
- مرکز خرید ولنجک
- مرکز خرید توچال
- مرکز خرید خلیج فارس
- مرکز خرید گالریا
- مرکز خرید هشت بهشت زعفرانیه (در حال احداث)
- فروشگاه‌های زنجیره‌ای حامی (شعبه ولنجک)
- بازار روز میوه و تره بار ولنجک
- مرکز خرید تعاونی تحقیقات گیاه پزشکی کشور[۵]

### درمان
- بیمارستان آیت الله طالقانی
- بیمارستان رامتین
- دی کلینیک و مرکز جراحی ولنجک[۵]
- بیمارستان دامپزشکی البرز

### بوستان‌ها
- بوستان نگین
- بوستان گلریزان
- بوستان نور
- بوستان توحید
- بوستان تندرستی
- بوستان اقاقیا
- بوستان توسکا
- بوستان یاسمن
- بوستان دانشجو

### تفریحی-ورزشی
- بام تهران
- تله کابین توچال
- مجموعه فرهنگی ورزشی سبز
- خانه کشتی منصور برزگر

### مراکز علمی و آموزش
- دانشگاه شهید بهشتی

### سفارتخانه‌ها
- سفارت اوکراین
- سفارت صربستان
- سفارت الجزایر
- سفارت ساحل عاج[۵]

### دیگر
- دانشگاه شهید بهشتی
- سالن اجلاس سران
- دانشگاه آزاد اسلامی واحد سما
- حرم مطهر شهدای گمنام کهف الشهداء
- دادگاه خانواده ۲
- بام تهران
- شهرداری منطقه یک ناحیه دو شهر تهران
- سازمان تحقیقات و آموزش و ترویج کشاورزی
- مرکز علمی کاربردی صنایع دستی ایران
- اداره مخابرات شهید جعفری
- آسایشگاه جانبازان ثارالله
- مؤسسه تحقیقات گیاه پزشکی کشور
- کلانتری ۱۶۳ ولنجک
- باغ کتاب ملک
- سازمان آتش‌نشانی و خدمات ایمنی ایستگاه شماره ۶۴
- جامعه مهندسان و مشاوره ایران[۵][۱۴]

## نگارخانه

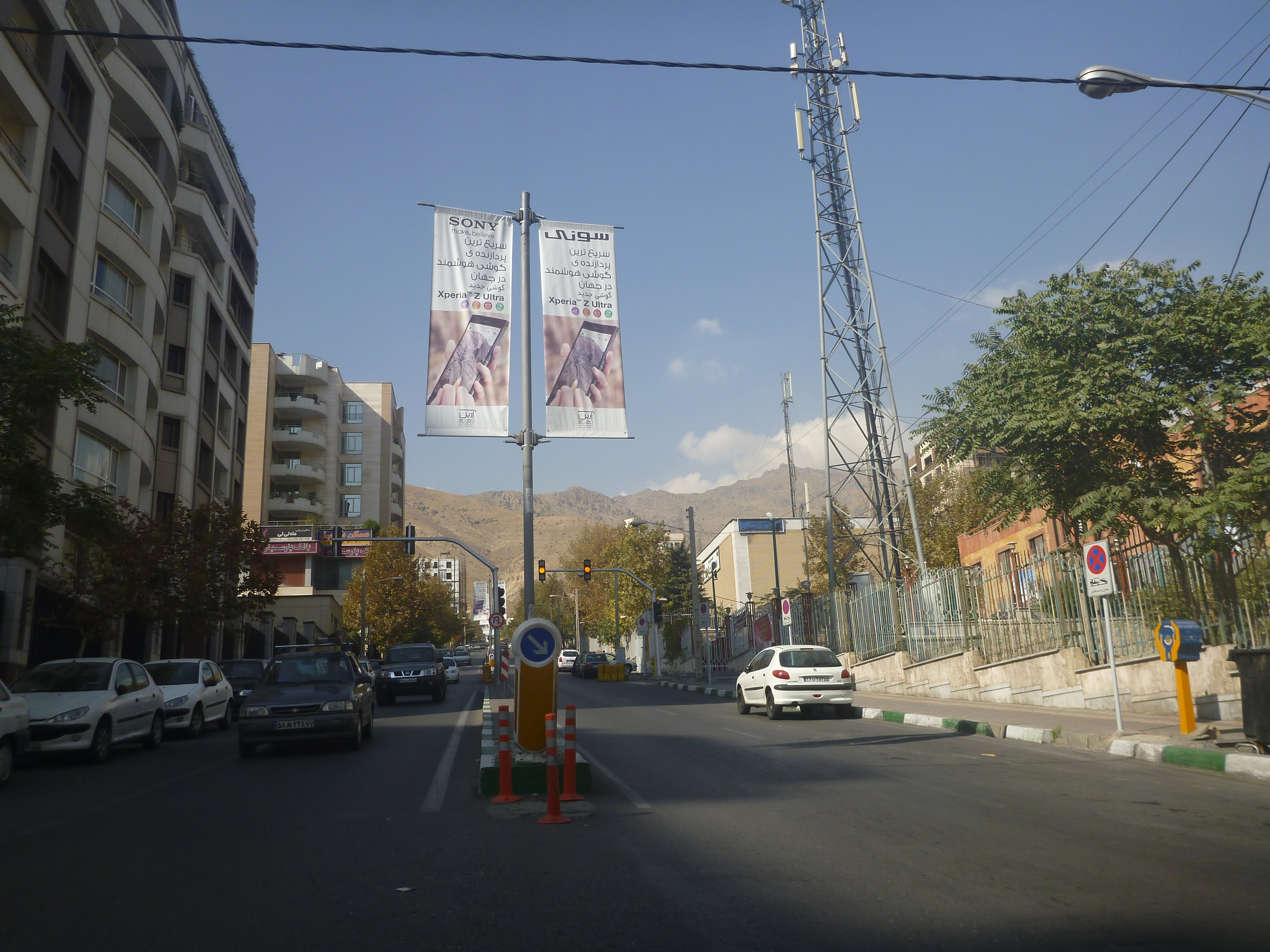
تقاطع خیابان پانزدهم و شانزدهم
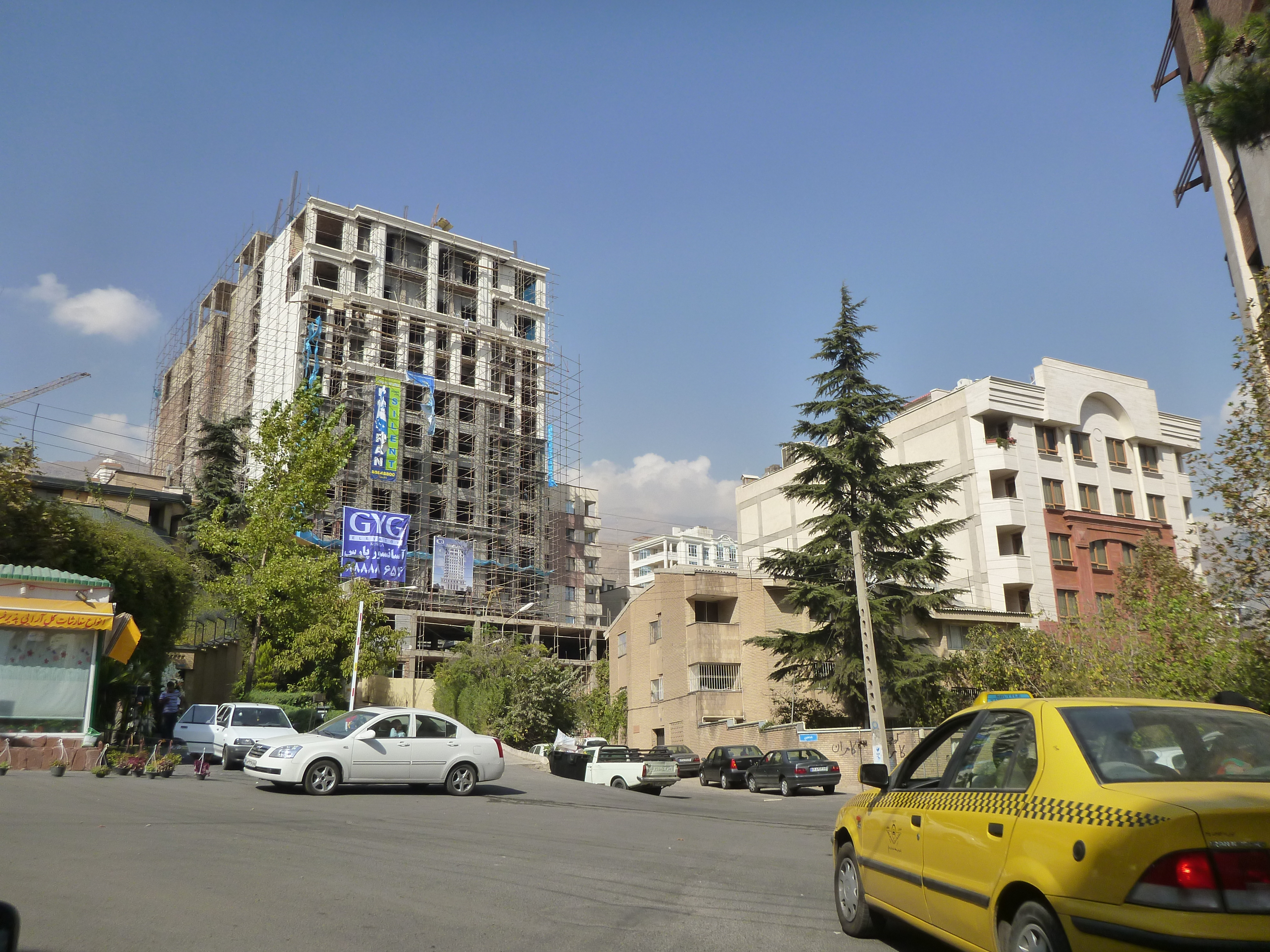
خیابان سیزدهم
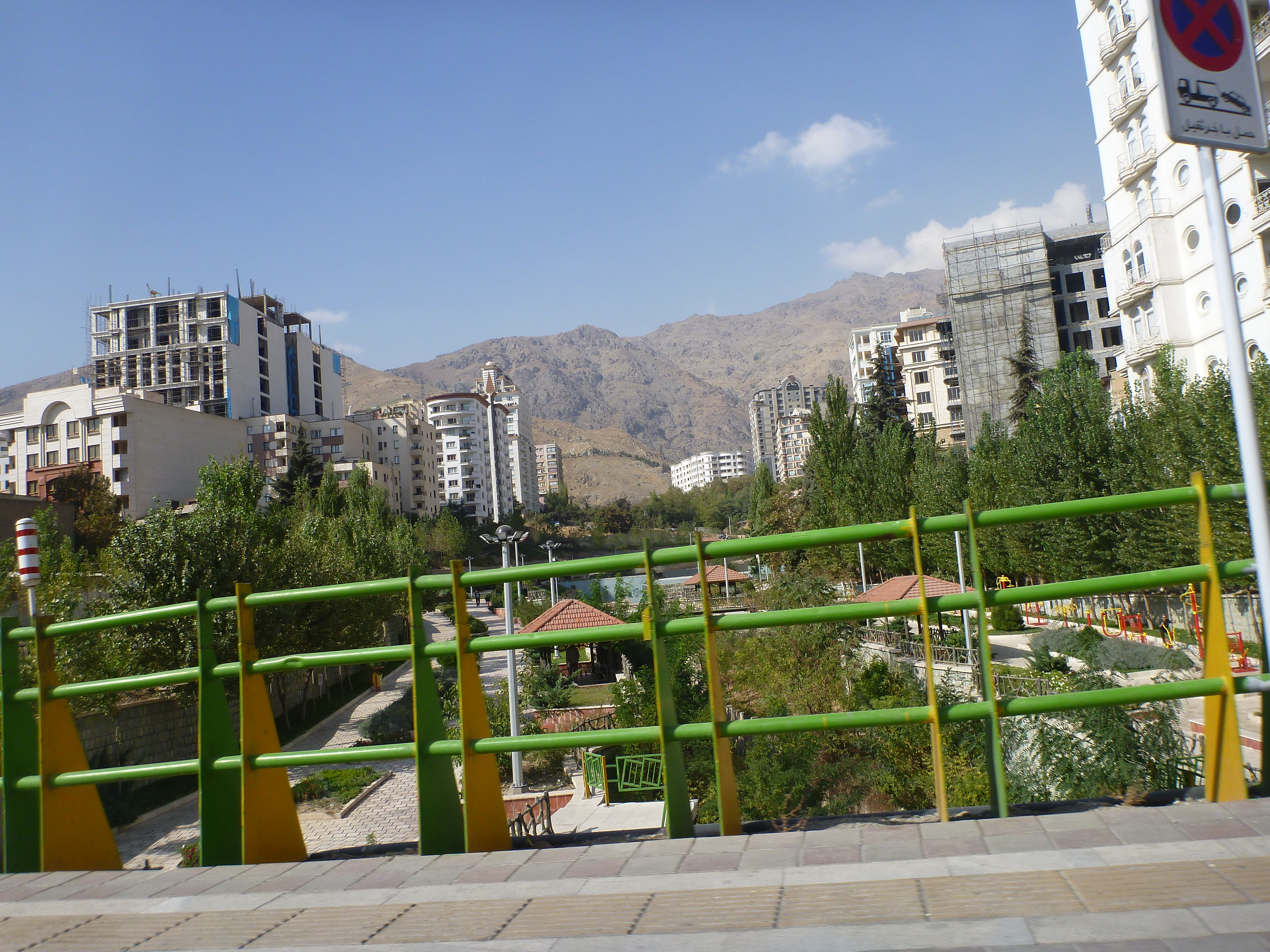
بوستان تندرستی